# Hash browns
Gli hash browns o hashed browns sono un piatto statunitense consumato a colazione a base di patate sminuzzate, compattate, e fritte.

## Etimologia
La parola hash deriva dalla parola francese hacher che significa tagliare o tritare. Dal momento che brown significa "marrone", il termine hash brown indica delle patate (che sono di colore marrone) tagliuzzate.

## Storia
Gli hash brown iniziarono a comparire nei menù della colazione a New York durante gli anni novanta del diciannovesimo secolo. Tuttavia, il piatto era originariamente conosciuto come hashed brown potatoes, hashed browned potatoes, o ancora hashed and browned potatoes. Quest'ultimo termine viene usato nel Kitchen Companion (1887) di Maria Parloa, che è una delle prime opere in cui viene descritta la pietanza. Stando a Parloa, le hashed browns potatoes sono una miscela fritta di patate bollite fredde che, una volta cotta, viene piegata "come una frittata" prima di essere servita. Con il passare degli anni, il piatto divenne sempre più conosciuto come hash browns. Oggi gli hash browns si consumano in tutti gli USA, ove vengono mangiati a colazione.

## Caratteristiche
Gli hash brown sono frittelle di patate ottenute grattugiando delle patate che, dopo essere state bollite, vengono sottoposti a frittura profonda o, in alternativa, cotti su un piano cottura, una griglia, o in un tostapane. Alcuni consigliano di preparare gli hash browns con delle cultivar di patate farinose, come le Russet. Il piatto può anche contenere le cipolle. Esistono delle versioni a lunga conservazione degli hash browns disidratate, congelate, o refrigerate.

## Piatti simili
Nel mondo vi sono molti tipi di frittelle simili agli hash brown, fra cui i rösti svizzeri, che vengono legati con il burro o l'olio, i subric di patate, il bubble and squeak britannico, che si ottiene mischiando cavoli e patate, il boxty irlandese, e l'hash, tipicamente preparato usando avanzi di cibo, fra cui carne tritata, e altre verdure.